# Anadel-mor
O Anadel-Mor do Reino era o Chefe de todas as forças comandadas pelos Anadeis-Mores, os quais eram os Comandantes de certo número de Companhias comandadas por Anadeis. O Anadel era o Capitão de homens de armas de Besteiros. O Anadel-Mor de Besteiros era o Chefe de várias Companhias de Besteiros. O termo Anadel tem origem na palavra Árabe Annazzar, que significa Inspector.
Além de um número variável de oficiais com funções administrativas, tinha sob a sua alçada cerca de 300 anadéis, cada um destes responsável por um número igualmente variável de besteiros provenientes de uma determinada circunscrição (anadelaria). Em números gerais, o anadel-mor exercia o comando sobre cerca de 5 000 besteiros.

## História
Segundo as Ordenações Afonsinas, Livro I, Título LII, N.º 3, as Companhias de Besteiros eram comandadas por Capitães chamados Anadeis. Todavia, não estava bem definida a natureza deste cargo militar, pois havia Anadeis dos Besteiros do Conto, do Monte ou da Fraldilha, da Câmara, dos Besteiros de Cavalo e dos Espingardeiros. O regimento destes últimos é de 1524. Não existiu, parece, aquém do tempo do Rei D. Fernando I de Portugal, e, ao que parece, supõe-se que foi introduzido em Portugal com os cargos que entraram no seu tempo de Mariscal (Marechal) e Condestabre (Condestável), de origem Inglesa, como acima ficou dito. Houve, também, conforme referido acima, o cargo de Anadel-Mor do Reino. Francisco Portocarrero foi Anadel dos Besteiros da Câmara do Príncipe D. João, filho de D. Afonso V, e seu Anadel-Mor.
Os primeiros Anadeis-Mores devem ter sido Afonso Furtado e João Gonçalves de Teixeira, no tempo de D. Fernando I, pelas referências de Duarte Nunes de Leão, na sua Cronicas del rey Dom Joaõ de gloriosa memoria, o I deste nome, e dos reys D. Duarte e D. Affonso de 1643. Afonso Furtado, como Anadel dos Besteiros do Conto, manteve o cargo até D. João I de Portugal. Sucederam-lhes, conforme as parcas notícias das Crónicas: Estêvão Vasques Filipe, Anadel-Mor do Reino, segundo a citada Crónica de Duarte Nunes de Leão, dos Besteiros do nosso Senhorio, por Carta de D. João I de data desconhecida de 1385, e dos Besteiros do Conto, por Carta de D. João I de data desconhecida de 1393; Álvaro Anes Cernache, dos Besteiros do Conto, por Carta de D. João I de data desconhecida de 1422, o qual ainda exerceu o cargo no tempo de D. Duarte I de Portugal; Fernão Álvares Cernache, filho do anterior, cujo ofício herdou por mercê de D. Afonso V de Portugal; Afonso Furtado, o mesmo, decerto, do tempo de D. Fernando I e D. João I; Duarte Furtado, dos Besteiros do Conto; e Paulo de Freitas, no tempo de D. João II de Portugal; Rui Gil Magro, dos Besteiros da Câmara, com D. Manuel I de Portugal; Garcia de Melo, que serviu com D. Manuel I e D. João III de Portugal; Martim de Freitas, que resignou o cargo em 1524; e D. Henrique de Sousa, dos Espingardeiros, com D. João III.
Estes cargos duraram até ao tempo do Rei D. Manuel I, que extinguiu o cargo de Anadel dos Besteiros de Cavalo, assim como os Acontiados, a requerimento das Cortes reunidas em Lisboa em 1498, só deixando o Anadel dos Besteiros do Monte e dos Espingardeiros, por serem estes vantajosos para o serviço do Reino e das possessões em África. A supressão teve por fim, diz Damião de Góis, escusar muitas opressões que o reino por caso dos tais ofícios recebia, sem eles haver necessidade.